# La revolta dels contes
La revolta dels contes (originalment en anglès, Revolting Rhymes) és una pel·lícula de televisió d'animació per ordinador britànicoalemanya del 2016 basada en el llibre homònim Versos perversos de 1982 escrit per Roald Dahl i il·lustrat per Quentin Blake. El text recupera personatges dels contes clàssics com Blancaneu i la Caputxeta Vermella, però amb un esperit transgressor.
Reexplicant i entrellaçant cinc dels sis poemes del llibre, la pel·lícula consta de dues parts, està produïda per Magic Light Pictures i està narrada per Dominic West. Les pel·lícules es va crear a Berlín (Magic Light Pictures Berlin) i a Ciutat del Cap (Tggerfish Animation Studios). Es va emetre a la cadena PBS als Estats Units.
La primera part va ser nominada a l'Oscar al millor curtmetratge d'animació dels 90ns Premis de l'Acadèmia. Al lloc web d'agregador de ressenyes Rotten Tomatoes, la pel·lícula té un percentatge d'aprovació del 85% basada en 13 comentaris i una puntuació mitjana de 7,45 sobre 10.
El 26 de gener de 2018 es va estrenar el doblatge en català.